# ハイレートDVDシリーズ
ハイレートDVDシリーズ（ハイレートディーブイディーシリーズ）とは、日本物産が開発・販売したDVDをコントロールするシステムボード。DVDの内部の画像・動画はEICとLOVE FACTORYが開発していた。
2005年までタイトルがリリースされていた。

## 概要
日本物産がアーケード用にリリースしたシステムボード。DVDやLDをシステムボードがコントロールし、麻雀・花札の対局に勝てば動画をDVDから再生する方式になっている。

## 仕様
- メインCPU：MC68000
- サウンドCPU：東芝 TMPZ84C011
- 音源：ヤマハ YM3812

## その他
- 日本物産はその前にも「AV2麻雀 No.1 ベイブリッジの聖女」と「AV2麻雀 ルージュの香り」のシステムボードにビデオテープを再生しテープが作動する基板を発売した。

## 関連リンク
- 日本物産